# Phare de Kuriat
Le phare de Kuriat est un phare situé sur l'une des deux îles Kuriat, au large de Monastir (dépendant du gouvernorat de Monastir en Tunisie).
Les phares de Tunisie sont sous l'autorité du Service des phares et balises de la République tunisienne (SPHB).

## Description
Les îles Kuriat ou Qurayyat sont des petites îles inhabitées, à environ vingt kilomètres à l'est de Monastir et 32 kilomètres au nord de Mahdia. Elles ne sont accessibles que par bateau.
Le phare de Kuriat, sur la plus grande île, est un feu de troisième ordre qui est mis en service en juin 1888. C'est une haute tour carrée, avec galerie et lanterne, de 26 mètres de haut. Elle domine une maison de gardiens d'un seul étage. La tour est peinte en blanc et la partie supérieure est rouge, ainsi que la galerie et la lanterne.
À une hauteur focale de trente mètres au-dessus du niveau de la mer, ce phare émet un éclat blanc, au sud, visible jusqu'à 32 kilomètres et un éclat rouge, au nord, visible jusqu'à 25 kilomètres.
Identifiant : ARLHS : TUN002 - Amirauté : E6380 - NGA : 21920.
|             |
| Île Kuriat. |

### Lien connexe
- Liste des principaux phares de Tunisie
- Liste des phares et balises de Tunisie